# Instituto de Salud Mental (Belgrado)
El Instituto de salud mental (en serbio: Институт за ментално здравље) fundado en 1963 en Belgrado, Serbia, es la primera institución psiquiátrico-social en los Balcanes. Se trata de una institución de tercer nivel de atención que se especializa en el campo de la psiquiatría, enfermedades de adicción, la psicología clínica, la medicina epiléptica, Neurofisiología Clínica, psico-farmacología, psico-terapia y enfermedades mentales. El tratamiento se basa en los conceptos de la psiquiatría social con el objetivo de la rehabilitación y la reinserción social de los pacientes. El Instituto sirve como un centro de enseñanza de la Escuela de Medicina de Belgrado y otras escuelas en Belgrado.